# 2019년 쯔궁시 지진
2019년 쯔궁시 지진은 2019년 2월 25일 중국 쓰촨성 쯔궁시 인근에서 일어난 실체파 규모 Mb4.8의 지진이다. 지진 진원 깊이는 40.2km이며, 최대진도는 쯔궁시 지역에서 수정 메르칼리 진도 계급 VI를 감지했다. 지진 직후 쓰촨성은 III급 재난사태를 선포하였다.
본진이 일어나기 32시간 전인 2019년 2월 23일 21시 38분 10초(UTC), 쓰촨성 쯔궁시 룽현에서 깊이 5km, 표면파 규모 Ms4.7의 전진이 일어났다. 당시 쓰촨성 지진재해국에서는 룽시현에서 강한 진동을 느꼈고 산간지방에서 일부 주택이 균열되는 피해는 있었으나 사상자는 없었다고 발표했다. 본진 5시간 전인 0시 40분 27초(UTC)에는 표면파 규모 Ms4.3의 지진이 있는 등 쯔궁시 인근에서만 지진이 3차례 연달아 일어났다.
이번 지진으로 2명이 발코니에서 추락하여 사망하고 12명이 부상을 입었다. 또한 주택 9채 완파를 포함 11,911채의 주택 피해가 있었으며 13,260명의 이재민이 나오는 등 대략 1,139만 위안에 달하는 재산 피해를 입었다. 쓰촨대지진공학연구소의 수석박사 유린은 오래된 건물이 많으며 이틀만에 3번의 지진이 연달아 일어나면서 건물이 약해져 인명 피해가 발생했다고 분석했다.
피해 지역 주민들은 지진의 원인이 셰일가스를 추출할 때 사용하는 수압파쇄법으로 일어난 인공지진이라며 천여명이 지방정부 청사로 몰려가 시위를 열었다.